# 卡薩科內霍 (加利福尼亞州)
卡薩科內霍（英語：Casa Conejo）是位於美國加利福尼亞州文圖拉縣的一個人口普查指定地區。

## 地理
卡薩科內霍的座標為34°11′10″N 118°56′41″W / 34.18611°N 118.94472°W，而該地最高點為海拔高度199米（即653英尺）。

## 人口
根據2010年美國人口普查的數據，卡薩科內霍的面積為1.231平方千米，當中陸地面積為1.231平方千米，而水域面積為0.000平方千米。當地共有人口3249人，而人口密度為每平方千米2,639人。